# Toyota Tacoma
Toyota Tacoma – samochód osobowy typu pick-up produkowany przez japońską firmę Toyota od roku 1995. Dostępny w dwóch wersjach dwudrzwiowych (Regular Cab i Xtra Cab) oraz jednej czterodrzwiowej (Crew Cab). Do napędu użyto benzynowych silników R4 i V6 o pojemności od 2,4 do 4,0 l. Moc przenoszona jest na oś tylną (opcjonalnie AWD) poprzez 5- lub 6-biegową manualną bądź 4- lub 5-biegową automatyczną skrzynię biegów. Od 2005 produkowana jest druga generacja modelu.

## Galeria

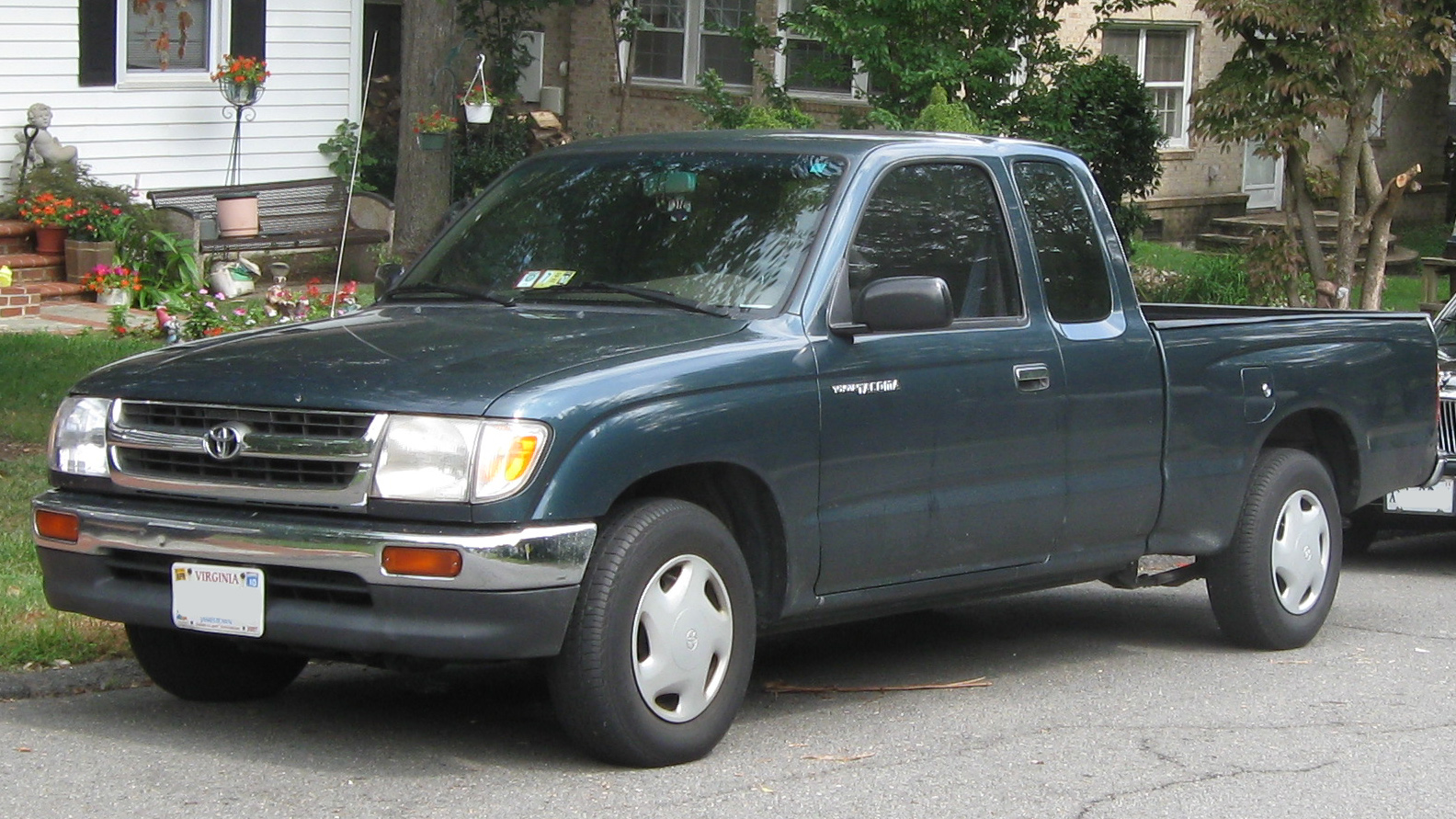
'97-'00 Tacoma Xtra Cab
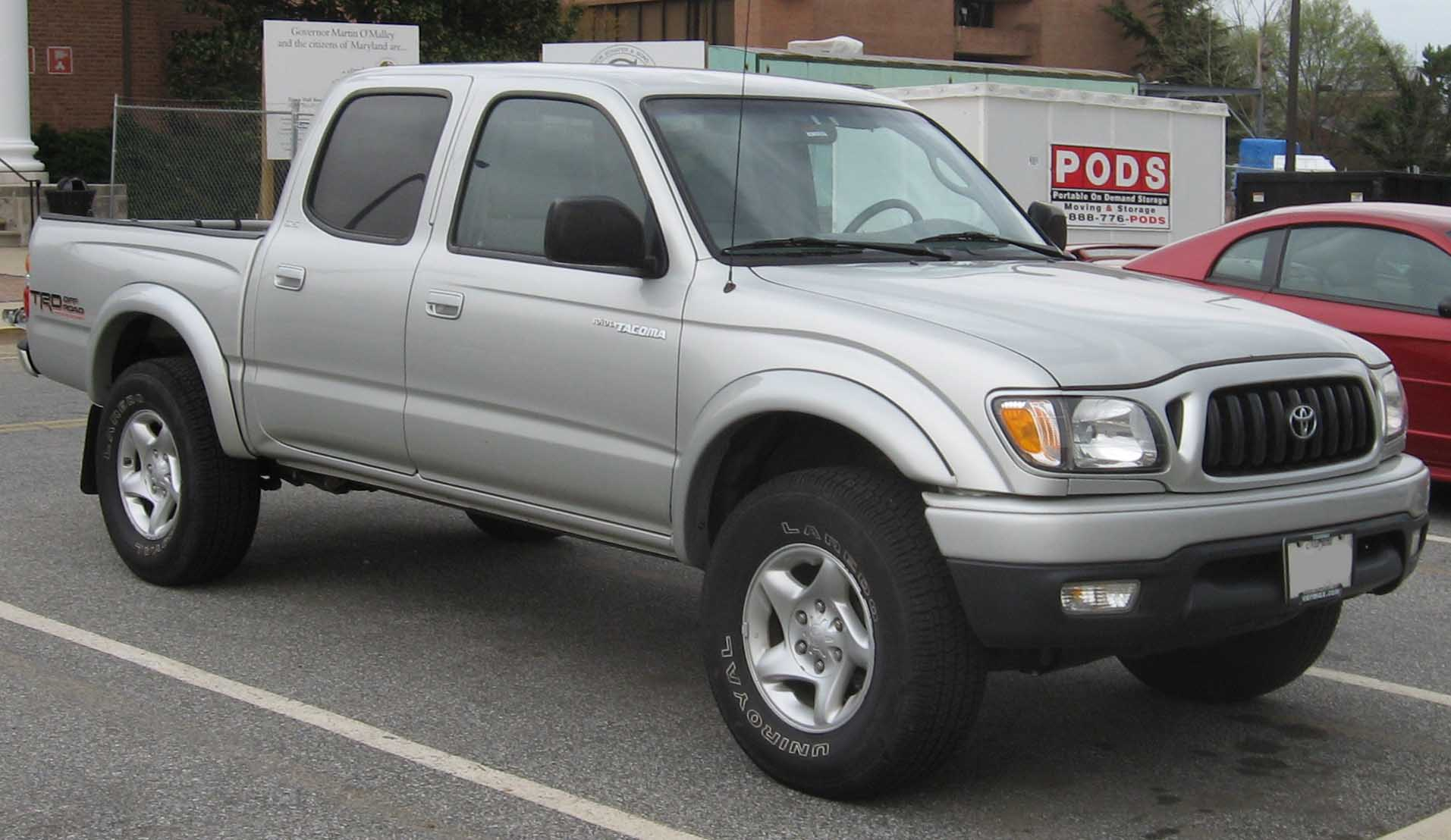
'01-'04 Tacoma Double Cab
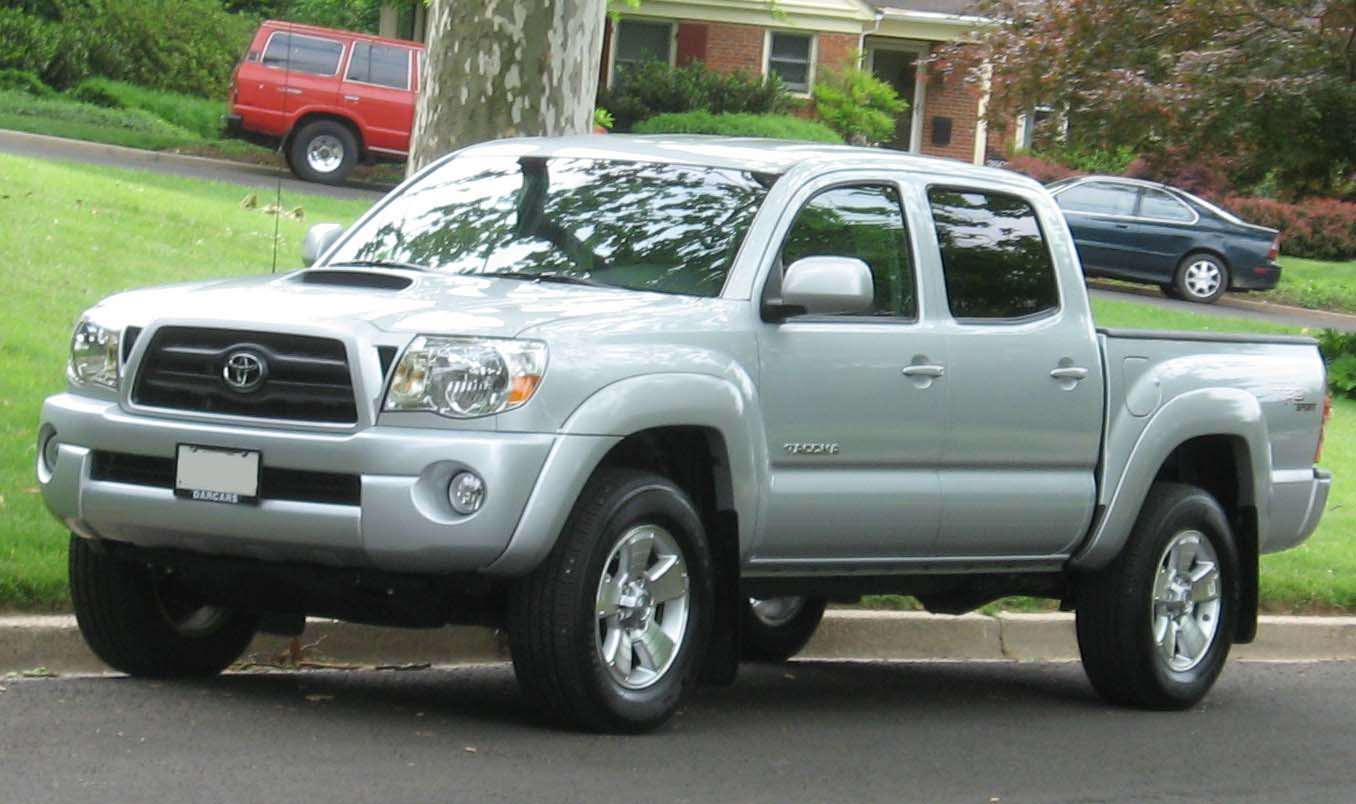
'05-'07 Tacoma Double Cab
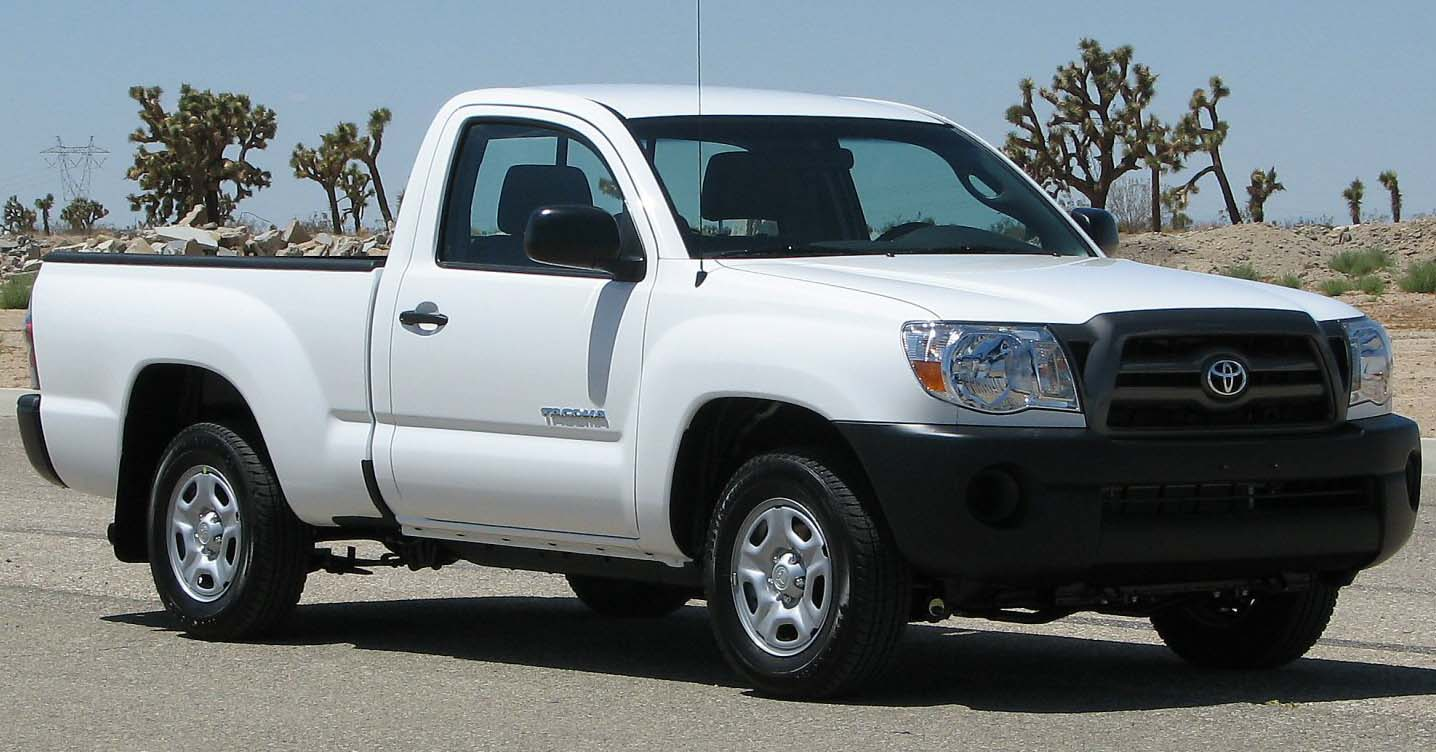
'09 Tacoma Regular Cab